# Chaetopteryx major
Chaetopteryx major är en nattsländeart som beskrevs av Mclachlan 1876. Chaetopteryx major ingår i släktet Chaetopteryx och familjen husmasknattsländor. Inga underarter finns listade i Catalogue of Life.